# Can Clerch (Ripoll)
Can Clerch és una obra eclèctica de Ripoll protegida com a Bé Cultural d'Interès Local.

## Descripció
La façana principal està formada per baixos i dos pisos. A la planta baixa diverses plaques de marbre estan sobreposades damunt la façana originària. En el primer pis hi ha dos balcons, amb baranes de ferro treballades, i coronades amb arc de mig punt rebaixat; el disseny és neoclàssic amb ús de columnetes. En el primer pis hi ha unes falses pedres cantoneres, fetes de ciment. Les dues obertures del segon pis no presenten cap tipus d'element decoratiu. La coberta, que és a quatre vessants, ocupa una posició endarrerida respecte a la línia de façana. Unes línies horitzontals de motllures separen els tres nivells de la façana. A destacar una peça de ferro, treballada, que sobresurt del pla de façana en el primer pis. L'amplada de la façana és d'uns 1,30 m. La façana lateral que dona al carrer del Forn no presenta cap element d'interès.